# Karl Heinz Czadek
Karl Heinz Czadek (* 20. April 1944 in Wien, häufig auch Heinz Czadek) ist ein österreichischer Posaunist, Arrangeur und Komponist.

## Leben
Karl Heinz Czadek studierte Komposition bei Francis Burt an der Wiener Musikhochschule sowie der Jazz bei Erich Kleinschuster und Karl Kowarik am Konservatorium der Stadt Wien, am Berklee College of Music und an der Eastman School of Music. Danach wurde er Posaunist der ORF-Big Band und des Karel-Krautgartner-Orchesters und arbeitete als Komponist für den ORF. Ab 1973 war er Dozent für Musiktheorie und Arrangement am Konservatorium der Stadt Wien. Gleichzeitig wurde er 1983 Lehrer am Jazz-Institut der Universität für Musik und darstellende Kunst Graz. Zu seinen Schülern gehören u. a. Franz Hautzinger, Michael Radanovics, Christian Mühlbacher und Mathias Rüegg.
Gemeinsam mit Robert Politzer gründete er das Nonett Project Two, in dem in den Wiener Jazzlokalen Jazzland und Zwe u. a. folgende Musiker zu hören waren: Art Farmer, Karl Fian, Andy Haderer, Hannes Kottek, Bobby Dodge, Heinz von Hermann, Martin Fuss, Thomas Huber, Erwin Schmidt, Fritz Ozmec.